# Coreia do Sul nos Jogos Olímpicos de Inverno de 1964
A Coreia do Sul competiu nos Jogos Olímpicos de Inverno de 1964, realizados em Innsbruck, Áustria.